# Johannes Weidauer
Johannes Weidauer (* 14. Januar 1930 in Lauter) ist ein ehemaliger deutscher Politiker und Funktionär der DDR-Blockpartei National-Demokratische Partei Deutschlands (NDPD). 
Weidauer stammt aus dem Erzgebirge und wurde nach der Schule Diplom-Landwirt. Er wurde Leiter der Prüfgruppe Lauterbach der Zentralen Prüfstelle für Landtechnik Potsdam-Bornim in Lauterbach. Er trat der nach dem Zweiten Weltkrieg in der Sowjetischen Besatzungszone neugegründeten NDPD bei. Bei den Wahlen zur Volkskammer war Weidauer Kandidat der Nationalen Front der DDR. Von 1963 bis 1986 war er Mitglied der NDPD-Fraktion in der Volkskammer der DDR.